# Aerfer Ariete
Aerfer Ariete (tiếng Ý của từ Ram) là một mẫu thử máy bay tiêm kích được chế tạo ở Ý năm 1958. Ariete được phát triển từ loại Aerfer Sagittario 2, các kỹ sư đã nỗ lực để đưa máy bay lên một tiêu chuẩn để nó có thể trở thành một máy bay chiến đấu hiệu quả và được sản xuất hàng loạt.
Giữ lại hầu hết cách bố trí của Sagittario 2, lối khí vào ở mũi và họng xả ở bụng, nó được trang bị động cơ phản lực Derwent, Ariete thêm một động cơ phản lực phụ trợ Rolls-Royce Soar RS.2 để cung cấp thêm công suất cho máy bay. Với động cơ bổ trợ này lối khí vào được đặt ở lưng, họng xả động cơ đặt ở đuôi.
Mẫu máy bay này không được đưa vào sản xuất.

## Tính năng kỹ chiến thuật (Ariete)
Dữ liệu lấy từ Air Enthusiast.

### Đặc điểm riêng
- Tổ lái: 1
- Chiều dài: 9,60 m (31 ft 3 in)
- Sải cánh: 7,50 m (24 ft 7 in)
- Chiều cao: 3,28 m (10 ft 9 in)
- Diện tích cánh: 14,5 m² (156 ft²)
- Trọng lượng rỗng: 2.400 kg (5.290 lb)
- Tải trọng: 3.535 kg (7.793 lb)
- Động cơ:
  - 1 động cơ phản lực Rolls-Royce Derwent 9, lực đẩy 16,2 kN (3.640 lbf)
  - 1 động cơ phản lực Rolls-Royce Soar (RSr 2), lực đẩy 8,025 kN (1.804 lbf)

### Hiệu suất bay
- Vận tốc cực đại: 1.080 km/h (583 knots, 675 mph)
- Trần bay: 12.000 m (39.360 ft)
- Vận tốc lên cao: 2.667 m/min (8.747 ft/min)
- Lực nâng của cánh: 244 kg/m² (48 lb/ft²)
- Lực đẩy/trọng lượng: 1:2

### Vũ khí
- 2 pháo HDD-825 30 mm

### Máy bay có cùng sự phát triển
- Ambrosini S.7
- Ambrosini Sagittario
- Aerfer Sagittario 2
- Aerfer Leone